# روستای صخره‌ای سور
روستای صخره‌ای سور در شهرستان بناب، بخش مرکزی، روستای سور واقع شده و این اثر در تاریخ ۲۵ اسفند ۱۳۷۹ با شمارهٔ ثبت ۳۰۸۶ به‌عنوان یکی از آثار ملی ایران به ثبت رسیده است.